# Иван Ајвазовски
Иван Констатинович Ајвазовски (рус. Иван Константинович Айвазовский; Феодосија, 29. јул 1817 — Феодосија, 5. мај 1900) био је руски сликар. Највише је познат по сликама мора које заузимају више од половине његовог укупног уметничког стваралаштва.
Рођен у сиромашној јерменској породици, његов таленат као сликара још у раном добу доноси му спонзорство и могућност да се школује прво у гимназији а после и Уметничкој школи у Санкт Петербургу, коју завршава освојивши за своје радове златну медаљу. Након освајања признања за своје слике пејзажа и отвореног мора, одлази да слика серију портрета мањих градова, пре него што одлази да пропутује Европу у потрази за новим искуствима. Касније слика радове приказујући морнарицу на отвореним морима што поздравља и прихвата тадашња руска морнарица. Такође слика и неколико радова везаних за Османско царство и султана, и те слике се данас налазе у турским музејима. Захваљујући свом дугом животу, Ајвазовски је посто најпрофитабилнији руски сликар свог доба. Реализовао је преко 6000 радова до своје смрти 1900, што га сврстава у најпродуктивније сликаре своје ере. Од сопствених средстава је за живота отворио уметничку школу и галерију у родном граду.
Радови Ајвазовског су на аукцијама достизали цифру и до 3.200.000 долара, а његова интернационална репутација и данас расте. У Русији важи за веома популарног сликара.

## Биографија

### Порекло
У записима о крштењу локалне Јерменске апостолске цркве Светог Саргиса, Ајвазовски је наведен као Ованс, син Јермена Геворга Ајвазијана (јерм. Գէորգ Այվազեանի որդի Յօհաննեսն). Током студија на Империјалној академији уметности, на руском је био познат као Иван Гајвазовскиј (Иванъ Гајвазовскиј према правопису пре 1918). Постао је познат као Ајвазовски од оквирно 1840, када је био у Италији. Потписао је писмо из 1844. са италијанизованим преводом свог имена: „Ђовани Ајвазовски“.
Његов отац Константин (око 1765-1840), био је јерменски трговац из пољског региона Галиције. Његова породица емигрирала је у Европу из Западне Јерменије у 18. веку. После бројних породичних сукоба, Константин је напустио Галицију и отишао у Молдавију, касније се преселио у Буковину, пре него што се настанио у Феодосији почетком 1800-их. У почетку је био познат као Геворг Аивазијн али је променио своје презиме у Гајвазовски додајући типично пољски наставак ски. Мајка Ајвазовског, Рипсиме, била је Јерменка из Феодосије. Пар је имао петоро деце - три ћерке и два сина. Старији брат Ајвазовског, Габријел, био је истакнути историчар и јерменски архиепископ.

### Образовање
Млади Ајвазовски је стекао парохијско образовање у јерменској цркви Светог Саргиса у Феодосији. Цртању га је подучавао Џејкоб Кох, локални архитекта. Ајвазовски се преселио у Симферопољ са породицом гувернера Тауриде Александра Казначејева 1830. и похађао је градску руску гимназију. Године 1833. Ајвазовски је стигао у руску престоницу Санкт Петербург, да би студирао на Империјалној академији уметности у класи пејзажисте Максима Воробјева. Године 1835. одликован је сребрном медаљом и именован за помоћника француског сликара Филипа Танура. Септембра 1836. Ајвазовски се сусрео са руским песником Александром Пушкином током његове посете Академији. Године 1837 Ајвазовски се придружио класи ратног сликарства Александра Сауервејда и учествовао у вежбама Балтичке флоте у Финском заливу. Октобра 1837. дипломирао је на Империјалној академији уметности са златном медаљом, две године пре стандардног краја студија. Ајвазовски се вратио у Феодосију 1838. и провео две године на свом родном Криму.  Године 1839. учествовао је у војним вежбама на обалама Крима, где је упознао руске адмирале Михаила Лазарева, Павла Нахимова и Владимира Корнилова.

### Прва посета Европи
Током 1840. године Ајвазовски је послат испред Империјалне академије уметности на студије у Европу.  Прво је путовао у Венецију преко Берлина и Беча и посетио Сан Лазаро дељи Армени, где се налазила важна јерменска источнокатоличка конгрегација и где је у то време живео његов брат Габријел. Ајвазовски је проучавао јерменске рукописе и упознао се са јерменском уметношћу. У Венецији је упознао руског романописца Николаја Гогоља. Затим се упутио у Фиренцу, Амалфи и Соренто. У Фиренци је упознао сликара Александра Иванова. Остао је у Напуљу и Риму између 1840. и 1842. године. Ајвазовски је био под великим утицајем италијанске уметности и италијански музеји су за њега постали „друга академија“. Према Рогачевском, вест о успешним изложбама у Италији стигла је до Русије. Папа Гргур XVI одликовао га је златном медаљом. Потом је посетио Швајцарску, Немачку, Холандију и Британију. На међународној изложби у Лувру био је једини представник Русије. У Француској је добио златну медаљу од Краљевске академије за сликарство и скулптуру. Потом се вратио у Напуљ преко Марсеја и поново посетио Британију, Португал, Шпанију и Малту 1843. Ајвазовски је био обожаван широм Европе. У Русију се вратио преко Париза и Амстердама 1844.

### Повратак у Русију и први брак
По повратку у Русију, Ајвазовски је проглашен за академика Империјалне академије уметности и именован је за „званичног уметника руске морнарице за сликање морских пејзажа, приобалних сцена и поморских битака“.  Године 1845. Ајвазовски је са војводом Константином Николајевичем отпутовао на Егејско море и посетио престоницу Османлија, Константинопољ, и грчка острва Патмос и Родос.
Током 1845. Ајвазовски се настанио у свом родном граду Феодосији, где је саградио кућу и атеље. Изоловао се од спољашњег света, задржавајући контакт са уским кругом пријатеља и рођака. Ипак, самоћа је играла негативну улогу у његовој уметничкој каријери. До средине деветнаестог века, руска уметност се кретала од романтизма ка посебном руском стилу реализма, док је Ајвазовски наставио да слика романтичне морске пејзаже и привукао оштре критике.
Године 1845. и 1846. Ајвазовски је присуствовао маневрима Црноморске и Балтичке флоте у Петергофу, у близини царске палате. Године 1847. добио је звање професора морског сликарства од стране Имперјалне академије уметности и уздигнут је у руско племство. Исте године је изабран у Краљевску холандску академију наука и уметности.
Године 1848. Ајвазовски се оженио Џулијом Грејвс, енглеском гувернантом. Имали су четири ћерке: Елену (1849), Марију (1851), Александру (1852) и Џоану (1858). Прекинули су заједнички живот 1860. и развели се 1877. уз дозволу цркве, пошто је Грејвс био лутеранка.

### Успон
Године 1851, путујући са руским царем Николајем I, Ајвазовски је отпловио у Севастопољ да учествује у војним маневрима. Његова археолошка ископавања у близини Феодосије довела су до његовог избора за пуноправног члана Руског географског друштва 1853. године. Те године је избио Кримски рат између Русије и Отоманског царства и он је евакуисан у Харков. Док је био на безбедном,  он се вратио у опкољену тврђаву Севастопољ да слика сцене битки. Његов рад је био изложен у Севастопољу док је био под османском опсадом.
Између 1856. и 1857. године, Ајвазовски је радио у Паризу и постао први руски (и први нефранцуски) уметник који је добио Легију части. Године 1857, Ајвазовски је посетио Цариград и добио орден Меџидије. Исте године изабран је за почасног члана Московског уметничког друштва. Одликован је грчким орденом Христа Спаситеља 1859. године и руским орденом Светог Владимира 1865. године.
Ајвазовски је отворио уметнички атеље у Феодосији 1865. године и исте године је добио плату од стране Империјалне академије уметности.

### Путовања и признања: 1860–1880
Током 1860-их, уметник је направио неколико слика инспирисаних грчким национализмом и италијанским уједињењем. Године 1868. поново је посетио Цариград и направио серију радова о грчком отпору Турцима током Велике Критске револуције.  Исте године путовао је на Кавказ и први пут је посетио руски део Јерменије. Насликао је неколико планинских пејзажа и 1869. одржао изложбу у Тифлису. Касније током године, отпутовао је у Египат и учествовао у церемонији отварања Суецког канала. Постао је „први уметник који је осликао Суецки канал и тако обележио епохални догађај у историји Европе, Африке и Азије“.
Године 1870, постао је стварни грађански саветник, што је био четврти највиши грађански чин у Русији. Године 1871. покренуо је изградњу Археолошког музеја у Феодосији. Године 1872. путовао је у Ницу и Фиренцу да изложи своје слике. Године 1874, Академија Фиренце (Академија ликовних уметности у Фиренци) затражила је од њега да изложи свој аутопортрет у галерији Уфици. Исте године, Ајвазовски је позван у Цариград од стране султана Абдула Азиза који му је потом доделио турски Орден Османлије. Године 1876. постао је члан Академије уметности у Фиренци и постао други руски уметник (после Ореста Кипренског) који је насликао аутопортрет за Палацо Пити.
Ајвазовски је изабран за почасног члана Штутгартске Краљевске академије лепих уметности 1878. Отпутовао је у Холандију и Француску и кратко се задржао у Франкфурту до 1879. Затим је посетио Минхен и отпутовао у Ђенову и Венецију „да би прикупио материјал о открићу Америке Кристофора Колумба“.
Године 1880. Ајвазовски је отворио уметничку галерију у својој кући у Феодозији; то је био трећи музеј у Руском царству, после Музеја Ермитаж и Третјаковске галерије. Ајвазовски је одржао изложбу 1881. у лондонском Пал Мал-у, коју су посетили енглески сликар Џон Еверет Милејс и Едвард VII, принц од Велса.

### Други брак и каснији живот
Друга супруга Ајвазовског, Ана Бурназијан, била је млада јерменска удовица 40 година млађа од њега.
Он је рекао да је оженивши се њоме 1882. године „постао ближи [својој] нацији“, мислећи на јерменски народ. Године 1882. Ајвазовски је посетио Москву и Санкт Петербург, а затим је обишао села Русије путујући дуж реке Волге 1884.
Године 1885. унапређен је у чин тајног саветника. Следеће године, педесета годишњица његовог стваралачког рада, обележена је изложбом у Санкт Петербургу и добијањем почасног чланства у Империјалној академији лепих уметности.
У оквиру прославе јубилеја своје каријере 1887, Ајвазовски је приредио вечеру за 150 пријатеља. Сваки гост је добио минијатурну слику Ајвазовског постављену у фотографију уметника током рада.
Током 1888. упознао се Чеховом који га је описао као не нарочито бистру али комплексну личност вредну додатног упознавања.
Након што је са супругом отпутовао у Париз, 1892. је отпутовао у САД, где је посетио Нијагарине водопаде у Њујорку и Вашингтон. Године 1896. године, са 79 година, Ајвазовски је унапређен у чин пуног тајног саветника.
Ајвазовски је био дубоко погођен хамидијским масакрима који су се десили у областима Османског царства насељеним Јерменима између 1894. и 1896. године. Насликао је низ дела на ту тему, као што су Протеривање турског брода и Покољи над Јерменима у Трапезунду (1895). Одликовање које му је дао османски султан бацио је у море и рекао турском конзулу у Феодосији: „Реци свом крвожедном господару да сам бацио све медаље које су ми дали, ево њихове траке, пошаљи му и ако хоће, може их бацити у мора која сам насликао“. Направио је неколико других слика које су забележиле догађаје, као што су Усамљени брод и Ноћ. Трагедија у Мраморном мору (1897).
Последње године провео је у Феодосији. Током 1890-их, захваљујући његовим напорима, основана је трговачка лука у Феодосији и повезана је са железничком мрежом Руског царства. Железничка станица, отворена 1892. године, сада се зове Ајвазовскаја и једна је од две станице у оквиру града Феодосије. Ајвазовски је такође снабдевао Феодосију водом за пиће.

### Смрт
Ајвазовски је умро 19. априла (2. маја по новом календару) 1900. годне у Феодосији. По његовој жељи, сахрањен је у дворишту Јерменске цркве Светог Саргиса.
Саркофаг од белог мермера израдио је италијански вајар Л. Биогиоли 1901. године. На његовом надгробном споменику је угравиран цитат из Историје Јерменије Мовсеса Хоренација на класичном јерменском: Mahkanatsu tsneal anmah ziurn yishatak yetogh (Մահկանացու ծնեալ անմահ զիւրն յիշատակ եթող), што у преводу значи: „Родио се као смртник, оставио бесмртно наслеђе“ или „Родио се као смртник, оставио је бесмртно сећање на себе“. Руски натпис испод гласи: „Професор Иван Константинович Ајвазовски 1817–1900“ (Профессоръ Иванъ Константиновичъ АЙВАЗОВСКIЙ 1817–1900).
Након његове смрти, супруга Ана водила је углавном повучен живот, живећи у неколико соба које је задржала након национализације, све до 1941. Умрла је 25. јула 1944. и сахрањена је поред Ајвазовског. Њихове две ћерке (Марија и Александра) напустиле су Русију после Револуције 1917, док су друге две умрле убрзо након тога: Јелена 1918. и Жана 1922. године.

## Уметнички рад
Током своје 60-годишње каријере, Ајвазовски је произвео око 6.000 слика које су, како описује један интернет уметнички часопис, „веома различите вредности ... има ремек-дела и има врло скромних радова“. Међутим, према једном бројању, њему се приписује чак 20.000 слика. Огромна већина дела Ајвазовског приказује море. Насликао је само неколико портрета. Према Рози Њумарч, Ајвазовски „никада није сликао своје слике у природи, увек из сећања, и далеко од обале“. Рогачевски је написао да је „његово уметничко памћење било легендарно. Био је у стању да репродукује оно што је видео само за врло кратко време, чак и без цртања прелиминарних скица.“ Болтон је похвалио „његову способност да пренесе ефекат покретне воде и рефлексије Сунца и месечине“.

### Изложбе
Одржао је 55 самосталних изложби (број без преседана) током своје каријере. Међу најзначајнијим изложбана су оне одржане у Риму, Напуљу и Венецији (1841–42), Паризу (1843, 1890), Амстердаму (1844), Москви (1848, 1851, 1886), Севастопољу (1854), Тифлису (1868), Фиренци (1874), Санкт Петербург (1875, 1877, 1886, 1891), Франкфурт (1879), Штутгарт (1879), Лондон (1881), Берлин (1885, 1890), Варшава (1885), Цариград (1888), Њујорк (1893), Чикаго (1893), Сан Франциско (1893).
Такође је „допринео изложбама Империјалне академије уметности (1836–1900), Париског салона (1843, 1879), Друштва за излагање уметничких дела (1876–83), Московског друштва љубитеља уметности (1880), Панруске изложбе у Москви (1882) и Нижњем Новгороду (1896), Светске изложбе у Паризу (1855, 1867, 1878), Лондону (1863), Минхену (1879) и Чикагу (1893) и међународне изложбе у Филаделфији 1876), Минхену (1879) и Берлину (1896).

### Стил
Примарно романтичарски сликар, Ајвазовски је користио поједине реалистичке елементе. Лик је тврдио да је Ајвазовски остао веран романтизму током целог живота, „иако је своје дело усмерио ка жанру реализма“. На његове ране радове утицали су наставници Академије уметности Максим Воробјев и Силвестер Шчедрин.  Класични сликари као што су Салватор Роса, Јакоб ван Ројсдал и Клод Лорен допринели су развоју индивидуалног процеса и стила Ајвазовског. Карл Брјулов, најпознатији по својој слици Последњи дан Помпеје играо је важну улогу у стимулисању креативног развоја самог Ајвазовског, наводи Болтон.
Најбоље слике Ајвазовског из 1840-1850-их користиле су различите боје и биле су тематски и епске и романтичне. Њумарч је сугерисао да су до средине 19. века романтичне карактеристике у Ајвазовском делу постале „све израженије“. Она је, као и већина научника, сматрала слику Девети талас његовим најбољим уметничким делом и тврдила да оно „изгледа да означава прелаз између фантастичне боје његових ранијих радова и истинитије визије каснијих година“. До 1870-их, његовим сликама су доминирале деликатне боје; а у последње две деценије живота Ајвазовски је створио низ морских пејзажа сребрних тонова.
Изразита транзиција руске уметности од романтизма до реализма средином деветнаестог века оставила је Ајвазовског, који је увек задржао романтични стил, отвореног за критике. Предложени разлози његове неспремности или немогућности да се промени су почели са његовом локацијом стварања и живота; Феодосија је била удаљени град у огромном Руском царству, далеко од Москве и Санкт Петербурга. Његов начин размишљања и поглед на свет на сличан начин сматрани су старомодним и нису одговарали развоју руске уметности и културе. Владимир Стасов је прихватио само његове ране радове, док је Александар Беноа у својој Историји руског сликарства у 19. веку писао да је, иако је био Воробјевљев ученик, Ајвазовски био одвојен од општег развоја руске пејзажне школе.
Његови каснији радови садржали су драматичне сцене и обично су рађен већих пропорција. Он је приказао „романтичну борбу између човека и елемената у облику мора“ (Дуга, 1873), и  „плавих маринаца” (Напуљски залив у рано јутро, 1897, Катастрофа, 1898) и урбаних пејзажа (Месечева ноћ на Босфору, 1894).

### Јерменске теме
Рани радови Ајвазовског обухватали су јерменске теме. Уметнику је 1868. године испуњена дугогодишња жеља да посети отаџбину својих предака. Током посете Руској (Источној) Јерменији (која отприлике одговара савременој Јерменији, за разлику од Западне Јерменије под отоманском влашћу), Ајвазовски је створио слике планине Арарат, Араратске равнице и језера Севан. Иако је планина Арарат приказана на сликама многих страних уметника (углавном европских путника), Ајвазовски је постао први јерменски уметник који је илустровао библијску планину.
Наставио је са стварањем слика повезаних са Јерменима 1880-их: Долина планине Арарат (1882), Арарат (1887), Силазак Ноја са Арарата (1889). Јединствена слика Долина планине Арарат садржи његов потпис на јерменском: (Այվազեան). У панорами Венеције приказаној на његовој слици Бајронова посета мехитаристима на острву Светог Лазара у Венецији (1898); у првом плану слике налазе се чланови јерменске конгрегације који са одушевљењем дочекују песника.
Његова друга тематска дела из овог периода укључују ретке портрете значајних Јермена, као што су његов брат архиепископ Габријел Ајвазовски (1882), гроф Михаил Лорис-Меликов (1888), католикос Мкртич Кримјан (1895), градоначелник Нахичевана на Дону и Арутјун Халабјан други.
Крштење Јермена и Заклетва пре битке код Авараира (оба платна настала 1892) приказују два најупечатљивија догађаја древне Јерменије: христијанизацију Јерменије крштењем краља Тиридата III (почетак 4. века) и битку код Авараира из 451. године.

## Археологија
Ајвазовски се интересовао за археологију 1850-их. Он је ангажовао земљораднике да воде археолошка ископавања у области Феодосије. Године 1853. на планини Тепе-Оба ископане су око 22 хумке, у којима су углавном биле разбијене амфоре и кости, али и златне огрлице, минђуше, женска глава, ланац са сфингом, сфинга са женском главом, глава вола. плоче; сребрне наруквице; глинене статуете, медаљони, разне посуде, саркофаг; сребрни и бронзани новац. Локалитет је датиран између  петог и трећег века пре нове ере, када је постојало древно грчко насеље Теодосија. Најбоље налазе Ајвазовски је послао у Ермитаж у Петербургу. Године 1871. покренуо је изградњу новог Музеја антиквитета на планини Митридат по узору на типични старогрчки храм дорског реда. Зграда је уништена током Другог светског рата.

## Имања
Ајвазовски је био велики земљопоседнил и поседовао је бројна имања на источном Криму, углавном у околини Феодосије. Имања су му доносила значајне приходе; више од продаје слика. Његово прво веће имање, које му је цар доделио 1848. заједно са личном племићком титулом, било је у Шах-Мамају (сада се зове Ајвазовскоје). Налази се на неких 25 километара од Феодосије, у почетку је обухватало површину од 2.500 диазијатина (око 2.725 хектара). Имање је садржало кућу у источњаком стилу, а један од његових најистакнутијих посетилаца, Антон Чехов, написао је да је „То је екстравагантно, бајковито имање какво вероватно морате наћи у Персији“. До краја његовог живота, имање је нарасло и обухватало је око 6.000 дијазијана земље, фарму млека и млин на парни погон.
Друго велико имање, које се налази у Субашу, садржао је око 2.500 диазијатина земље. Локалитет је садржао неколико природних извора, које је Ајвазовски стекао 1852. године од породице Лански, која јетакође продала Ајвазовском додатних 2.362 диазијатина земље. Касније је Ајвазовски снабдевао Феодосију водом из Субаша. На оба имања гајило се поврће. Поседовао је и мала имања у Ромаш-Ели (данас Романовка), са 338 дијазијана земље покривене воћњацима, и Судачкој долини, са 12 дијазијана винограда, заједно са дачом (летњиковцем).
У Феодосији, Ајвазовски је поседовао кућу и виноград. Такође је поседовао куће на другим местима на Криму, као што су Стари Крим и Јалта. Имања која су наследили његови наследници изгубљена су у раном совјетском периоду када су национализована.

## Утицај
Ајвазовски је био најутицајнији сликар морских пејзажа у руској уметности деветнаестог века. Према Државном руском музеју, „он је био први и дуго времена једини представник сликарства морских пејзажа“ а „сви други уметници који су сликали морске пејзаже били су или његови ученици или под његовим утицајем“.
Руска енциклопедија Кругосвет наводи да је Архип Куинџи (1841/2–1910 ) био под утицајем Ајвазовског. Године 1855, са 13–14 година, Куинџи је посетио Феодозију да учи од Ајвазовског, међутим, био је ангажован само да меша боје и уместо тога учио је код Адолфа Феслера, ученика Ајвазовског. У енциклопедијском чланку из 1903. године писало је: „Иако се Куинџи не може назвати учеником Ајвазовског, он је без сумње имао извесног утицаја на њега у првом периоду стваралаштва; од њега је позајмио много у начину сликања. Енглески историчар уметности Џон Е. Боулт је написао да је „елементарни осећај за светлост и форму повезан са заласцима сунца, олујама и океанима Ајвазовског трајно утицао на младог Куинџија”.
Ајвазовски је такође утицао на руске сликаре: Лева Лагориа, Михаила Латрија и Алексеја Ганзена. Латри и Ганзен су му били унуци.

## Признања
Иван Ајвазовски је један од ретких руских уметника који је за живота постигао широко признање. Данас се сматра једним од најистакнутијих поморскихих уметника 19. века  и, генерално, једним од највехћих уметника који су сликари морске теме у Русији али и свету. Ајвазовски је такође био један од ретких руских уметника који је постао познат ван Русије. Године 1898, Munsey's Magazine је писао да је Ајвазовски „широком свету познатији од било ког другог уметника његове националности, са изузетком сензационалног Верешагина“.. Међутим, према речима историчарке уметности Џенет Витмор, он је релативно непознат на западу. Историчарка уметности Росалинд Поли Блејксли је у рецензији књиге из 2003. приметила да Ајвазовски није укључен у главни ток западне историје уметнтости.
Кућа Ајвазовског у Феодосији, где је 1880. године основао музеј уметности, до данас је отворена као Национална уметничка галерија Ајвазовског. Остаје централна атракција у граду и садржи највећу светску колекцију (417) слика Ајвазовског. Статуа уметника Иље Гинзбурга постављена је испред музеја 1930. године.

### Русија
Године 1890. Енциклопедијски речник Брокхауса и Ефрона описао га је као „најбољег руског маринисту“. Иван Крамској га је хвалио као „звезду прве величине, и то не само у нашој [земљи], већ и у историји уметности уопште“.  Други руски сликар, Александар Беноа, сугерисао је да се „Ајвазовски издваја од опште историје руске школе пејзажног сликарства“. На сајту Државног руског музеја се наводи: „Тешко је наћи другу личност у историји руске уметности која ужива исту популарност међу аматерима и професионалцима. Фјодор Достојевски је 1861. у чланку је упоредио рад Ајвазовског са радом Александра Диме јер оба уметника „стварају изузетно упечатљив ефекат: заиста изванредан, јер ни један никада не производи ништа обично. Обичне ствари, презиру. Њихове композиције су свакако прилично фасцинантне. Димине књиге су биле прождирене с нестрпљењем; слике Ајвазовског су се продавале као врући колачи. Обе стварају дела која нису неслична бајкама: ватромет, звекет, врисак, завијање ветра, муње“
У Русији деветнаестог века његово име је постало синоним за уметност и лепоту. Фраза „достојна четкице Ајвазовског“ била је стандардни начин описивања нечег неизрециво љупког. Први га је употребио Антон Чехов у својој драми Ујка Вања из 1897. У одговору на упит Марине Тимофејевне (старе медицинске сестре) о борби између Ивана Војницког („Ујка Вања“) и Александра Серебрјакова, Иља Телегин каже да је то био „Призор достојан четкице Ајвазовског“ (Сюжет, достойный кисти Айвазовского).
Улица у Москви добила је име по Ајвазовском 1978. Његова прва и једина статуа у Русији постављена је 2007. године у Кронштату, близу Санкт Петербурга. Међународни аеродром Симферопољ на Криму, под руском управом, добио је име по Ајвазовском 2018. Званично је преименован у складу са указом који је потписао председник Владимир Путин 31. маја 2019. године, а свечано је преименован на Дан Русије (12. јун).
У анкети из јула 2017. коју је спровео VTsIOM, Ајвазовски је био на првом месту као најомиљенији уметник, а 27% испитаника га је навело као свог фаворита, испред Ивана Шишкина (26%) и Иље Рјепина (16%). Укупно 93% испитаника је рекло да им је познато његово име (26% је добро познавало његово дело, 67% је чуло за њега), а 63% оних којима је познат навело је да им се допадају његова дела, укључујући 80% оних који имају 60 или више година и 35% од 18 до 24 године.

### Јерменија
Ајвазовски је одувек сматран јерменским сликаром у својој домовини и називан је јерменским именом Хованес. Практично сви јерменски, неки руски и енглески извори, помињу га под тим именом: Хованес Ајвазовски (јерм. ; рус. Ован(н)ес Айвазовский, Ovan(n)es Aivazovsky). Неке од својих слика и писама потписивао је на јерменском. На пример, његови потписи на јерменском (Այվազեան, Ayvazean) и руски (Айвазовскій , Ayvazovskiy) појављују се у Долини планине Арарат (1882).
Ајвазовски је описан као „најистакнутији“ јерменски сликар 19. века и први јерменски марински сликар.  Рођен је ван Јерменије, и као и његови савременици, укључујући Геворга Башињагијана, Паноса Терлемезијана и Варџеса Сурејанца. Ајвазовски је живео ван своје домовине, црпећи примарне утицаје из европских и руских уметничких школа. Према Сурениантсу, он је настојао да створи унију која би окупила све јерменске уметнике широм света. Истакнути јерменски песник Хованес Тумањан написао је кратку песму под називом „Пред сликом Ајазовског“ ( «Այվազովսկու նկարի առջև») 1893. године. Инспирисана је сликама мора Ајвазовског, углавном из 1870-1890-их. На енглески је преведена 1917.
Још 1876. морска слика Ајвазовског била је изложена је у резиденцији католикоса у манастиру Ечмиадзин. Неколико слика Ајвазовског из Националне галерије сада је изложено у Председничкој палати у Јеревану. У Степанакерту је у децембру 2021. постављена биста Ајвазовском.

### Украјина
У Украјини се понекад сматра украјинским сликаром. Уврштен је у књигу из 2001. године под насловом 100 највећих Украјинаца. Алеја у Кијеву (Провулок Айвазовського) понела је његово име 1939. године. По њему је назван и хотел са три звездице у Одеси, где су изложене десетине репродукција његових дела. Статуа Ајвазовског и његовог брата Габријела налази се у Симферопољу, административном центру Крима. У јуну 2017. украјински председник Петро Порошенко је изјавио да је Ајвазовски „део украјинског наслеђа“. Руски медији су га оптужили за присвајање Ајвазовског.

### Турска
Слике Ајвазовског биле су популарне на отоманском царском двору током 19. века. Према Hürriyet Daily News, од 2014. године, укупно 30 слика Ајвазовског је изложено у музејима у Турској. Према Булент Озукан, у Турској је изложена 41 слика Ајвазовског, 21 у бившим палатама отоманских султана, 10 у разним поморским и војним музејима и 10 у председничкој резиденцији. Године 2007, када је Абдулах Гул постао председник Турске, донео је слике Ајвазовског из подрума да их окаче у својој канцеларији током преуређења председничке палате, виле Чанкаја у Анкари. Фотографије са званичних састанака Реџепа Тајипа Ердогана у новом председничком комплексу у Анкари показују да су зидови соба у председничкој резиденцији украшени уметничким делима Ајвазовског.

### Постхумне почасти
Совјетски Савез (1950), Румунија (1971), Мадагаскар (1988), Јерменија (прва 1992), Русија (1995), Украјина (1999 ), Абхазија (1999), Молдавија (2010), Киргистан (2010), Бурунди (2012), и Мозамбик (2013) издали су поштанске марке са приказом Ајвазовског или његових дела. Малу планету 3787 Ајвазовскиј, названу по Ајвазовском, открио је совјетски астроном Николај Черних 1977.
Током 2016. и 2017. 200. годишњица Ајвазовског је прослављена великим изложбама у неколико земаља. У Третјаковској галерији на Кримском валу у Москви од 29. јула до 20. новембра 2016. одржана је изложба са 120 слика и 55 бакрописа Ајвазовског посвећена његовој 200-годишњици рођења. У прве две недеље изложба је имала око 55.000 посетилаца, што је рекордан број. Укупно 38 радова је премештено из Уметничке галерије Ајвазовски у Феодосији, што је навело Украјину да позове на међународни бојкот Третјаковске галерије пошто Крим сматра окупираном територијом. Изложбе су одржане и у Народном уметничком музеју Украјине у Кијеву и Националној галерији Јерменије у Јеревану.
Ајвазовски је приказан на новчаницама од 20.000 јерменских драма издатих 2018.

### Аукције
Слике Ајвазовског почеле су да се појављују на аукцијама (углавном у Лондону) почетком 2000-их. Многа његова дела купују руски олигарси. Његова дела су стално расла на аукцијама. У новембру 2004, његова Саборна црква Светог Исака на мразном дану, редак градски пејзаж, продата је за око милион фунти (2,1 милион долара). Године 2007. његова слика American Shipping off the Rock of Gibraltar продата је на аукцији за 2,71 милион фунти, четири пута више од највеће процене. То је била „највиша цена плаћена на аукцији за Ајвазовског“ у то време. У априлу 2012. његово дело из 1856. Поглед на Константинопољ и Босфор продато је у Сотбису за рекордних 5,2 милиона долара што је десетоструко више од када је претходни пут слика била на аукцији 1995.

### Украдене слике
У јануару 2011. неколико слика, укључујући и слике Ајвазовског, украдене су из сеоске куће Александра Таранцева, власника ланца јувелирница у Русији. Године 2017. објављено је да је фондација Пјуник јерменском председнику Сержу Саргсјану поклонила копију једне од слика украдених украдених из Таранцеве куће.
У јуну 2015. Сотбис је повукао са аукције слику Ајвазовског из 1870. Вече у Каиру, која је била процењена на 1,5–2 милиона фунти (2–3 милиона долара), након што је руско Министарство унутрашњих послова устврдило да је украдена 1997. из приватне колекције у Москви. Током 2017. Поглед на Ревел (1845), украден из Москве 1976. године, пронађен је на ауцкији у Цириху.

### Одликовања
| Држава                 | Одликовање                                                  | Одликовање                      | Година |
| ---------------------- | ----------------------------------------------------------- | ------------------------------- | ------ |
| Прво француско царство | red ribbon of Legion Honneur                                | Орден Легије части (кавалир)    | 1857   |
| Османско царство       | red ribbon with green stripe of Order of the Medjidie lenta | Орден Меџидијe                  | 1858   |
| Краљевина Грчка        | blue ribbon with white stripes Order Redeemer               | Орден Светог Спаситеља          | 1859   |
| Руска Империја         | black and red ribbon of Saint vladimir                      | Орден Светог Владимира          | 1865   |
| Османско царство       | green ribbon with red stripe of Order of the Osmanie lenta  | Орден Османије                  | 1874   |
| Пољска                 | blue ribbon Order Orła Białego                              | Орден белог орла                | 1893   |
| Руска Империја         | red ribbon of Order St Alexander Nevsky                     | Орден Светог Александра Невског | 1897   |

## Галерија
- Девети талас, 1850. година, најпознатији руски морски пејжаз
- Олуја, 1854. година.
- Галата торањ током месечине (1845)
- Поглед на Константинопољ  (1856)
- Поглед на Тбилиси (1869)
- Москва зими са Врапчевог брда (1872)